# Ga Phù Mỹ
Ga Phù Mỹ là một nhà ga xe lửa tại xã Phù Mỹ, tỉnh Gia Lai. Nhà ga là một điểm trên tuyến đường sắt Bắc Nam tiếp nối sau ga Vạn Phú và trước ga Khánh Phước. Lý trình ga: Km 1049 + 360.